# جان زندیق
جان زندیق (انگلیسی: John Zandig؛ زادهٔ ۴ آوریل ۱۹۷۱) کشتی‌گیر کشتی حرفه‌ای، کارآفرین، مدیر اجرایی و بازیگر اهل ایالات متحده آمریکا است، که در سال ۱۹۹۸ شرکت کامبت زون رسلینگ را تأسیس کرد.